# Sinagoga Tempel di Ivano-Frankivs'k
La sinagoga Tempel di Ivano-Frankivs'k, costruita tra il 1895 e il 1899 in stile neomoresco, era la principale sinagoga riformata di Stanyslaviv (oggi Ivano-Frankivs'k), in Ucraina. Devastata dai nazisti durante la seconda guerra mondiale, nel dopoguerra fu usata come deposito, venendo ad essere parzialmente demolita e modificata nel 1956. Oggi la comunità ebraica ne riutilizza alcuni locali come sinagoga mentre la maggior parte dell'edificio è adibita ad esercizio commerciale.

## Storia e descrizione
A Stanyslaviv esisteva una larga comunità ebraica, che costituiva circa la metà della popolazione locale.
Nel 1895-1899 la comunità ebraica riformata della città mise mano alla costruzione di una sinagoga che ne rappresentasse al meglio le aspirazioni e il prestigio acquisito. A redigere il progetto fu chiamato l'architetto viennese Wilhelm Stiassny. La locazione (al di fuori dei confini tradizionali del quartiere ebraico) e la scelta dello stile moresco (che in quegli anni più si identificava con gli ideali della riforma) furono ulteriori segni della volontà di rompere radicalmente con la tradizione.

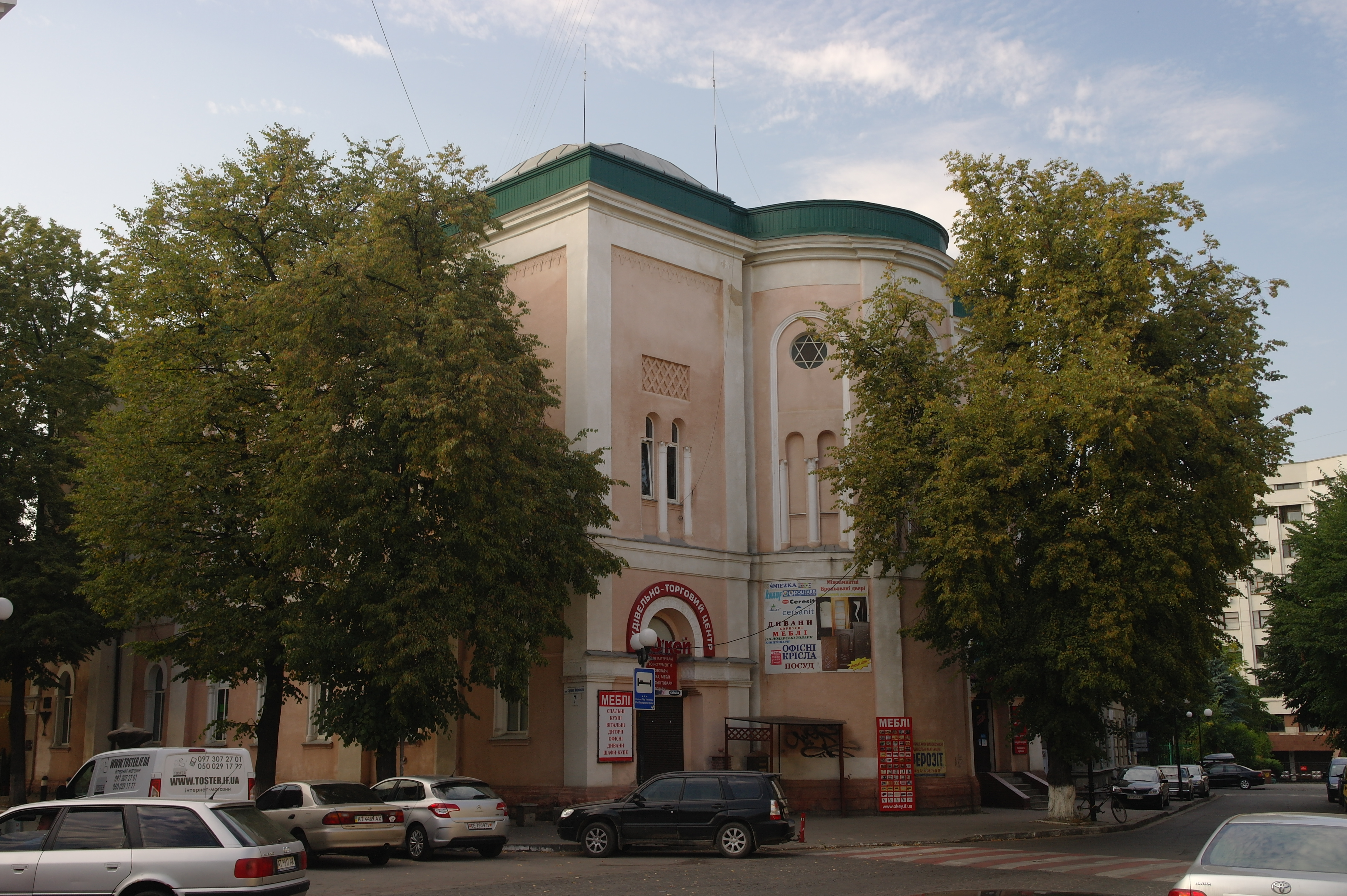
La sinagoga adesso

La cerimonia di posa della prima pietra si svolse il 20 giugno 1895 e dopo quattro anni di lavoro la sinagoga poté essere inaugurata il 4 settembre 1899.
La sinagoga aveva forma rettangolare con quattro torrioni agli angoli sormontati da cupole e guglie decorate con la stella di Davide.
L'interno era concepito in forma basilicale con un vestibolo di ingresso dal quale si accedeva alla sala di preghiera dove l'arca e il leggio erano collocati sulla parete frontale. Il matroneo si estendeva su tre lati. In totale la sinagoga poteva accomodare oltre 300 persone a sedere.
Durante la prima guerra mondiale, la sinagoga fu gravemente danneggiata. Si rese quindi necessaria una radicale ristrutturazione che negli anni 1927-1929 portò al rifacimento del tetto e delle decorazioni pittoriche interne.
La seconda guerra mondiale portò distruzioni incomparabilmente più gravi. Quando l'esercito tedesco entrò a Stanislaviv nel 1941, la sinagoga fu vandalizzata. L'Olocausto poi annientò la quasi totalità della popolazione ebraica locale.
Nel dopoguerra, durante il periodo sovietico, la sinagoga fu riparata al meglio per farne un deposito. Nel 1956 le quattro cupole angolari furono demolite e l'interno alterato con la chiusura dei matronei.
Con l'indipendenza dell'Ucraina la comunità ebraica ha potuto riprendere possesso dell'edificio e provvedere alle necessarie opere di restauro. Una piccola sinagoga è stata ricavata in alcune stanze di servizio, mentre la maggior parte dell'edificio è adibita ad esercizio commerciale.